# Patiscus
Patiscus is een geslacht van rechtvleugeligen uit de familie krekels (Gryllidae). De wetenschappelijke naam van dit geslacht is voor het eerst geldig gepubliceerd in 1877 door Stål.

## Soorten
Het geslacht Patiscus omvat de volgende soorten:
- Patiscus brevipennis Chopard, 1969
- Patiscus cephalotes Saussure, 1878
- Patiscus dorsalis Stål, 1877
- Patiscus elegans Otte, 2006
- Patiscus maesoi Bolívar, 1889
- Patiscus malayanus Chopard, 1969
- Patiscus nagatomii Oshiro, 1999
- Patiscus papuanus Gorochov, 1988
- Patiscus quadripunctatus Bolívar, 1900
- Patiscus tagalicus Stål, 1877
- Patiscus thaiensis Ingrisch, 1987